# Плазуни (фільм)
«Плазуни» (англ. Reptile) — американський кримінальний трилер 2023 року, знятий Грантом Сінгером у його режисерському дебюті в повнометражному фільмі, за сценарієм, який він написав разом з Бенджаміном Брюером та Бенісіо дель Торо, та за історією, яку він написав разом з Брюером. Головну роль у фільмі зіграв Дель Торо, а також Джастін Тімберлейк, Алісія Сільверстоун, Ерік Богосян, Ато Ессандоха, Доменік Ломбардоцці та Майкл Пітт.
Прем'єра фільму відбулася на Міжнародному кінофестивалі в Торонто 7 вересня 2023 року, а 22 вересня 2023 року його випустили в окремих кінотеатрах США, а 29 вересня відбулася трансляція на Netflix.

## Сюжет
Після жорстокого вбивства молодої агентки з нерухомості загартований детектив намагається розкрити правду у справі, де все не так, як здається, і таким чином руйнує ілюзії у його власному житті.

## У ролях
- Бенісіо дель Торо в ролі детектива Тома Ніколса
- Джастін Тімберлейк у ролі Вілла Грейді, хлопця жертви
- Алісія Сільверстоун у ролі Джуді Ніколс, дружини Тома
- Ерік Богосян у ролі капітана Роберта Аллена, боса Ніколса
- Ато Ессандох як детектив Ден Клірі, партнер Тома
- Доменік Ломбардоцці в ролі Воллі
- Майкл Пітт як Елі Філліпс, підозрюваний
- Карл Ґлусман у ролі Сема Гіффорда, колишнього чоловіка жертви
- Матильда Лутц як Саммер Елсвік
- Майк Пневскі в ролі начальника Марті Гребера
- Тед Лакінбіл як Пітер
- Скай Феррейра як Рене, найкраща подруга жертви
- Оуен Тіг як Руді Ракозі
- Френсіс Фішер в ролі Камілли Грейді
- Кетрін Дайер як Діна Аллен
- Джеймс Девоті в ролі Беннета Рософфа
- Майкл Бізлі в ролі Віктора

## Виробництво

### Розроблення
26 серпня 2021 року Netflix планував випустити сценарій кримінального трилера «Рептилія» з режисером музичних кліпів Грантом Сінгером, який має дебютувати як режисер, а також Моллі Сміт, Трентом Лакінбіллом, Сетом Спектором, Тедом Лакінбіллом, Бенісіо Дель Торо та Рейчел Сміт. 14 жовтня 2021 року Сінгер та Брюер були названі співавторами сценарію.

### Кастинг
Разом із оголошенням 26 серпня 2021 року про фільм повідомили, що Дель Торо та Джастін Тімберлейк взяли участь у зйомках фільму. 30 вересня 2021 року Алісія Сільверстоун, Майкл Пітт, Ато Ессандох, Френсіс Фішер, Ерік Богосян, Доменік Ломбардоцці, Карл Глусман, Матильда Лутц, Оуен Тіг та Кетрін Дайер були задіяні у зйомках фільму. 14 жовтня 2021 року повідомили, що Майк Пневскі, Тед Лакінбіл, Скай Феррейра, Джеймс Девоті та Майкл Бізлі також знімалися у фільмі.

### Фільмування
15 серпня 2021 року зйомки почалися в Атланті, штат Джорджія.

### Саундтрек
Музику до фільму написав Яїр Елазар Глотман за участю венесуельської співачки Арки.

## Реліз
Прем'єра «Плазунів» відбулася на Міжнародному кінофестивалі в Торонто 7 вересня 2023 року. Спочатку Netflix планував випустити його 6 жовтня 2023 року. Пізніше його було змінено на обмежений випуск у вибраних кінотеатрах США 22 вересня 2023 року, а потім трансляцію на Netflix 29 вересня того ж року.

### Критика
На вебсайті агрегатора рецензій Rotten Tomatoes 44 % із 41 рецензії критиків є позитивними із середньою оцінкою 5,4/10. Metacritic, який використовує середньозважену оцінку, поставив фільму оцінку 52 зі 100 на основі 14 критиків, вказуючи на «змішані або середні» рецензії.